# Wasser-Mohrenfalter

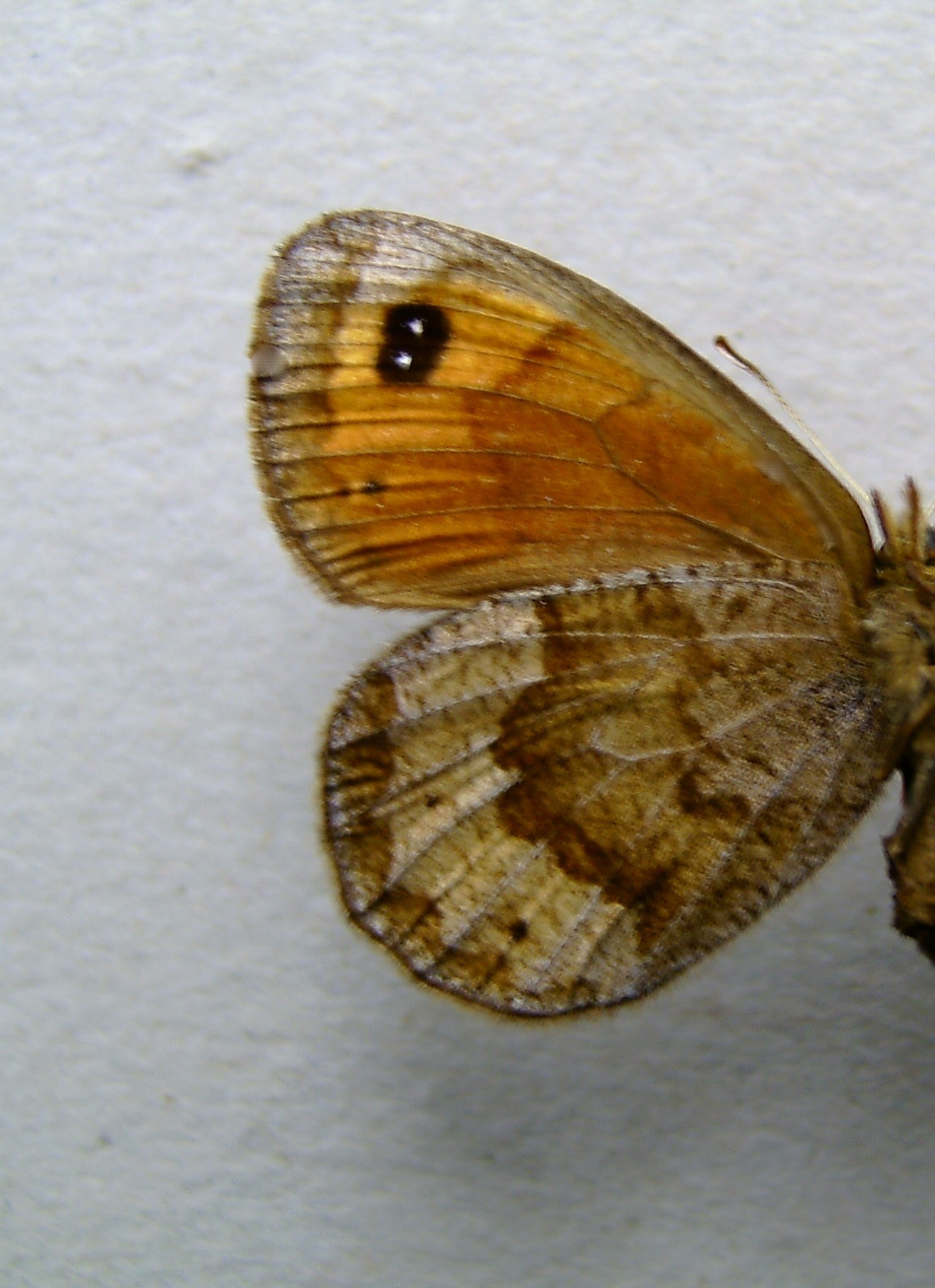
Unterseite eines weiblichen
Wasser-Mohrenfalters

Der Wasser-Mohrenfalter (Erebia pronoe), auch Quellen-Mohrenfalter oder Pronoe-Mohrenfalter genannt,  ist ein Schmetterling (Tagfalter) aus der Familie der Edelfalter (Nymphalidae). Das Artepitheton leitet sich von Pronoe, der Tochter des Nereus aus der griechischen Mythologie ab.

## Merkmale

### Falter
Die Vorderflügel dieser relativ großen Mohrenfalter haben eine Spannweite von etwa 36 bis 46 Millimetern. Sie sind samtig dunkelbraun gefärbt, zeigen einen seidigen Glanz und variieren farblich je nach dem geographischen Vorkommen. So kommen fast einfarbig dunkelbraune Exemplare vor. Bei anderen Faltern befindet sich in der Postdiskalregion eine rotbraune Binde mit zwei bis vier kleinen Augenflecken. Die Vorderflügelunterseite ist dunkelbraun mit einem rotbraunen Außenband und oftmals durchscheinenden weißen Augenflecken. Auf den dunkelbraunen Hinterflügeln sind gelegentlich  Augenflecke zu erkennen. Die Hinterflügelunterseiten sind in drei Regionen unterteilt, wobei die Basalregion graubraun, die Diskalregion bei den Männchen schwarzbraun und bei den Weibchen gelbbraun sowie die Postdiskalregion wieder heller braun gefärbt sind. Auffällig ist eine deutliche, zahnartig hervortretende Zeichnung etwa in der Mitte der Diskalregion.

### Ei, Raupe, Puppe
Das Ei ist von weißlicher Farbe und mit feinen Längsrippen versehen. Bei den erwachsenen Raupen dominiert ein verschwommen rötlichgelber Farbton, der durch schwarze  Rücken-, bräunliche Nebenrücken- sowie hellere Seitenlinien unterbrochen wird. Die gelbweiß gefärbte Puppe besitzt einen zimtbraunen Kopf und Hinterleib.

### Ähnliche Arten
Eine gewisse Ähnlichkeit besteht zu den Arten Weißkernaugen-Mohrenfalter (Erebia stirius), Freyers Alpen-Mohrenfalter (Erebia styx) und Erebia montana, jedoch ist pronoe durch die hellere Abgrenzung des Basalfeldes der Hinterflügelunterseite gut zu erkennen.

## Verbreitung und Lebensraum
Der Wasser-Mohrenfalter kommt in den Hochlagen von Alpen, Pyrenäen, Dinarischem Gebirge, Balkangebirge und Karpaten überwiegend zwischen 900 und 2800 Metern vor. Er bevorzugt Magerrasenflächen und Geröllhalden sowie die Ränder von Gebirgsbachläufen.

## Lebensweise
Die Falter leben in einer Generation von Juni bis September. Sie besuchen gerne Blüten, wie beispielsweise diejenigen der Silberdistel (Carlina acaulis). Hauptfutterpflanzen der Raupen sind Schwingelarten (Festuca). Sie überwintern. Die Verpuppung erfolgt aufrecht zwischen Graswurzeln.

## Gefährdung
In Deutschland kommt die Art nur in den bayerischen Alpen vor, stellenweise jedoch zahlreich, so dass sie auf der  Roten Liste gefährdeter Arten als nicht gefährdet geführt wird.